# اینساید ادیشن
اینساید ادیشن (انگلیسی: Inside Edition) مجله خبری تلویزیونی تابلویید آمریکایی است که از پخش تلویزیونی سی‌بی‌اس پخش می‌شود. این برنامه که از ۹ ژانویه ۱۹۸۹ پخش می‌شود قدیمی‌ترین برنامه مجله خبری تابلویید است که منحصر به موضوعات سرگرمی نیست.
دبرا نورویل از سال ۱۹۹۵ مجری این برنامه بوده‌است.